# Onthophagus fuelleborni
Onthophagus fuelleborni là một loài bọ cánh cứng trong họ Bọ hung (Scarabaeidae).